# Sigara vallis
Sigara vallis är en insektsart som beskrevs av Lauck 1966. Sigara vallis ingår i släktet Sigara och familjen buksimmare. Inga underarter finns listade i Catalogue of Life.